# Trochosa terricola
Trochose terrassière
Espèce
Trochosa terricola, la Trochose terrassière, est une espèce d'araignées aranéomorphes de la famille des Lycosidae.

## Répartition et habitat
Cette espèce se rencontre en Europe surtout atlantique, en Amérique du Nord, en Turquie, dans le Caucase, en Russie (Europe vers Extrême-Orient), au Kazakhstan, en Iran, en Asie centrale, en Chine et au Japon[réf. nécessaire].
Cette espèce est commune en sol secs à moyennement humides, en général assez chauds, des prairies, landes, dunes, clairières et lisières des bois[réf. nécessaire].

## Description
Le mâle mesure de 7 à 9 mm, la femelle de 8 à 14 mm. L'organisation oculaire est celle de toutes les araignées-loups. Le céphalothorax, avec de larges bandes latérales et une bande médiane plus claire élargie dans la partie céphalique, est caractéristique de son genre[réf. nécessaire].

## Galerie

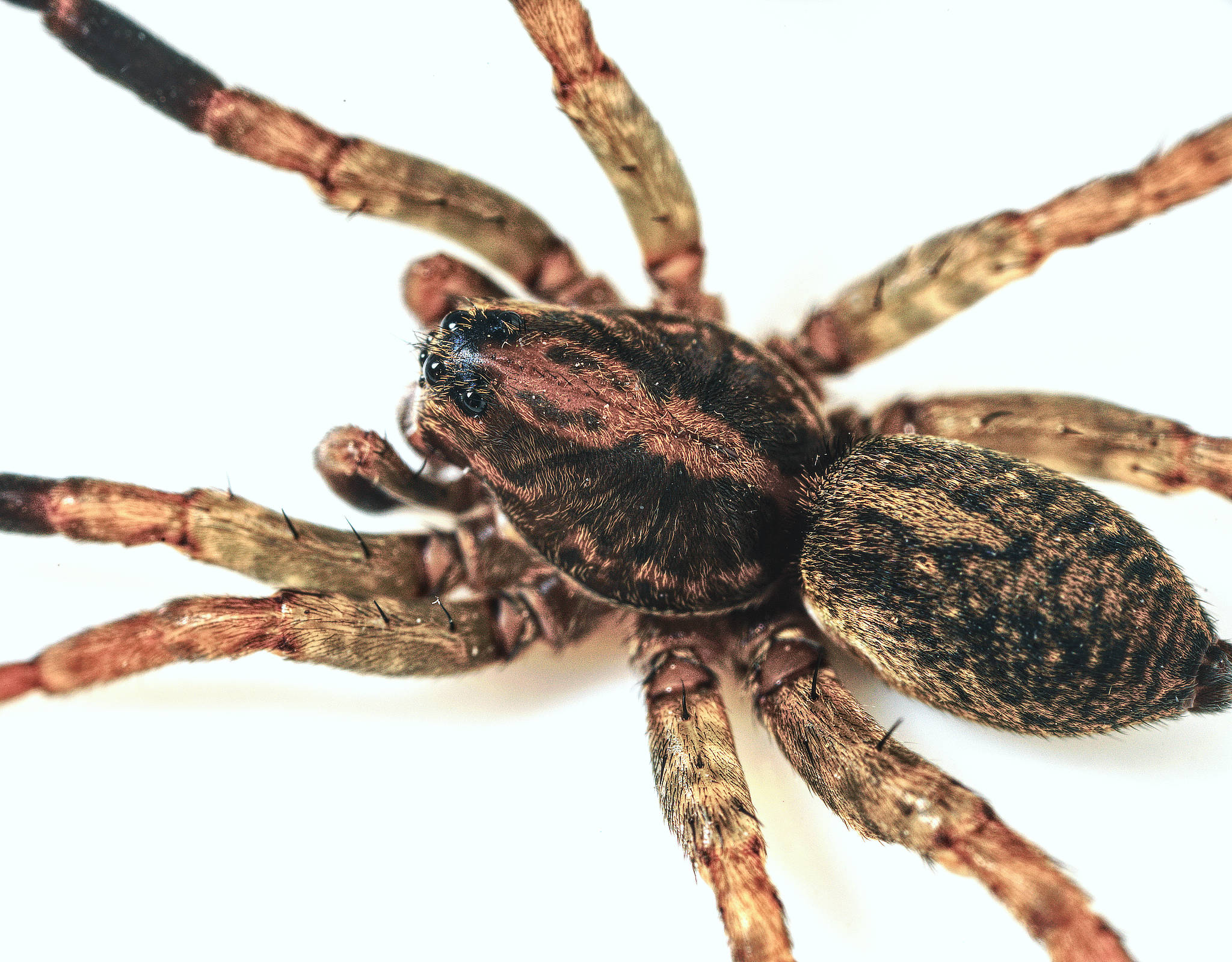
Mâle.
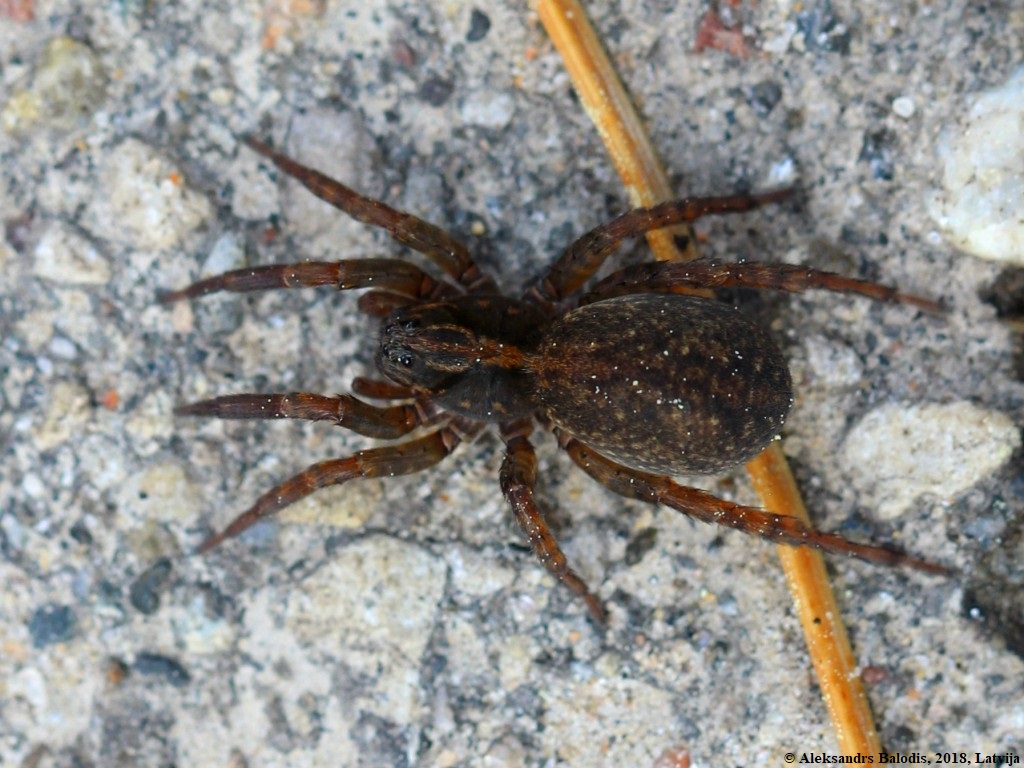
Femelle.
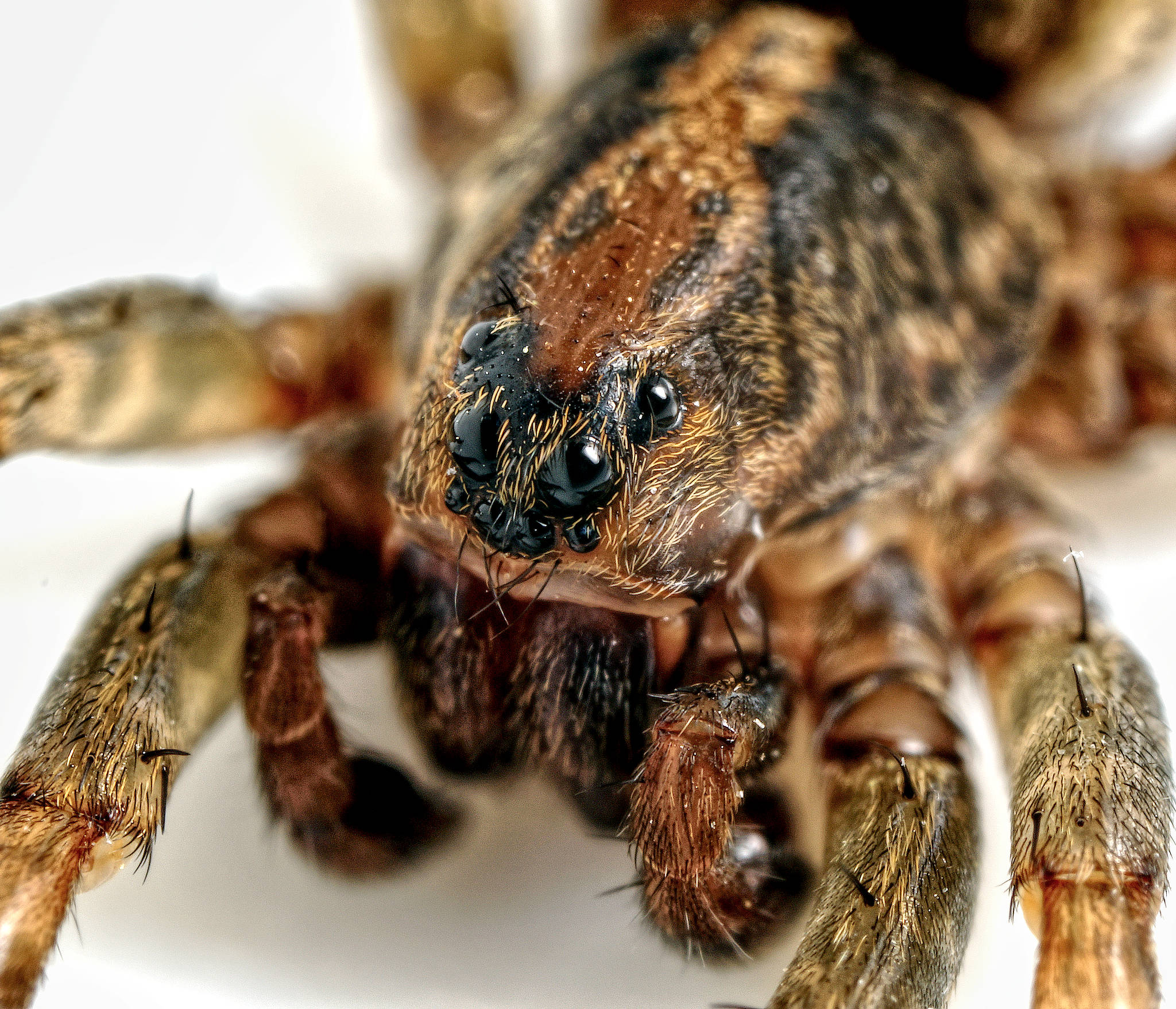
Vue frontale.
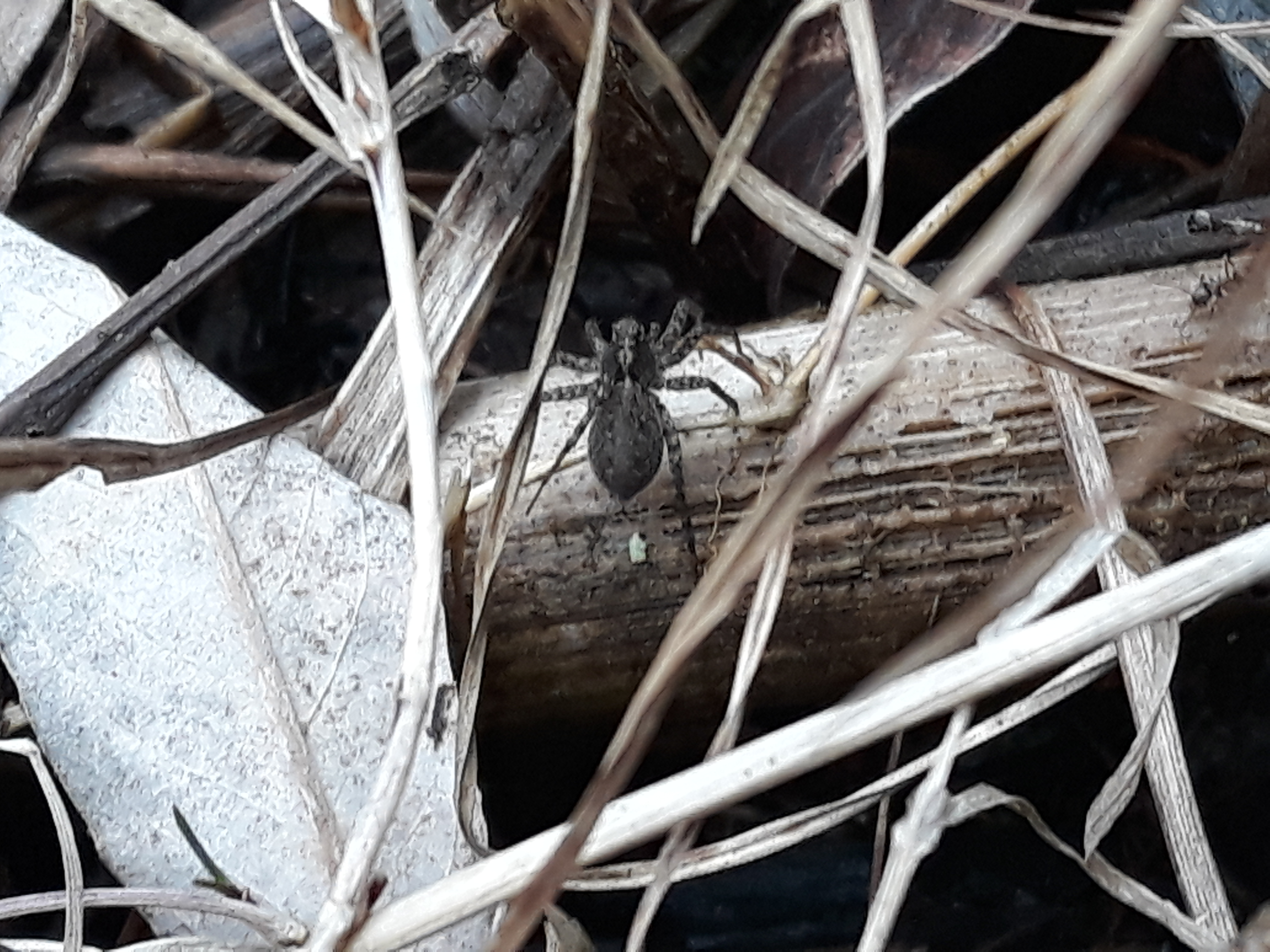
Petite Trochosa terricola dans son habitat naturel en Hongrie.

## Systématique et taxonomie
Cette espèce a été décrite par Thorell en 1856.
Trochosa terricola a pour synonymes :
- Trochosa agretyca Blackwall
- Trochosa dybowskii (Kulczyński, 1885)
- Trochosa pratensis (Emerton, 1885)
- Trochosa terricola pallida (Nosek, 1904)